# Baerenthal
Baerenthal – miejscowość i gmina we Francji, w regionie Grand Est, w departamencie Mozela.
Według danych na rok 1990 gminę zamieszkiwały 723 osoby, a gęstość zaludnienia wynosiła 18 osób/km². Wśród 2335 gmin Lotaryngii Baerenthal plasuje się na 472. miejscu pod względem liczby ludności, natomiast pod względem powierzchni na miejscu 24.